# 澄禅
澄禅（ちょうぜん、慶長13年（1608年） - 延宝8年6月12日（1680年7月7日））は江戸時代初期の真言宗の僧。
慶長18年（1613年）肥後国（熊本県）球磨郡に生まれ、延宝8年（1680年）68歳で没した。悔焉房澄禅大徳と号し、20歳で出家し智積院で仏道に励み梵字悉曇（ぼんじしったん）の大家と知られ、智積院第一座となった。後に肥後に帰り地蔵院に住す。
古来の朴筆を研究し工夫を重ね刷毛を編み出し、梵字悉曇の刷毛書きの澄禅流の流祖となり、多くの著書を残した。また、承応2年（1653年）には、四国へ渡り四国八十八箇所を巡拝し、その日記である『四国辺路日記』を残した。

## 著作
- 智積院の寮舎で十有余年、悉曇の相議を初学の徒に講じたときのことを基に刊行した「悉曇愚鈔」（1668)。
- 刷毛書き梵字の作品集である『梵書帖』（1656）、『諸尊種子集』（1666）、『種子集』（1670)

ほかに、「悉曇蓮連声集」（1668）、「梵文」（1669）、「悉曇字母表」（1669）、「悉曇字記」（1670）、悉曇初心鈔（1671）
- 『四国辺路日記』（1653年)：正徳4年（1714年）に徳田氏が澄禅の日記を書写したもので、近藤喜博が塩釜神社（宮城県塩釜市）の文庫で昭和39年（1964年）から昭和42年（1967年）までの調査で発見された。